# Gavino
Gavino  è un nome proprio di persona italiano maschile.

## Varianti
- Maschili: Gabino[3][5][6][7], Gabinio[5][7]
  - Ipocoristici: Baingio[3][4]
- Femminili: Gavina[3][4], Gabina[5], Gabinia[5]
  - Alterati: Gavinuccia[3]
  - Ipocoristici: Baingia[3]

### Varianti in altre lingue
- Basco: Gabin[8]
- Catalano: Gabí[8]
- Francese: Gabin[1]
- Gallurese: Baignu[9], Binzeddu[9], Gavinu[9], Gaignu[9]
- Latino: Gabinus[1][2][3], Gavinus[2][3], Gabinius[8]
- Lingua sarda
  - Campidanese: Gavinu[9], Baìngiu[9], Aini[9], Aii[9]
  - Logudorese: Gabinu[9], Gavinu[9], Gauini (antico)[9], Bainzu[9], Gabinzu[9], Gaine[9]
- Sassarese: Gabinu[9]
- Spagnolo: Gabino[1][8], Gabinio[8], Gavino[8]

## Origine e diffusione
Continua il tardo nome latino Gabinus o Gavinus, dall'origine incerta; viene generalmente considerato un etnico riferito a Gabi, un'antica città vicino a Roma, quindi "proveniente da Gabi", ma non sono escluse oscure origini etrusche. Il passaggio dalla "b" alla "v" è frequente nel latino tardo, ma in questo alcune fonti la spiegano con l'influsso di Galvano, nome attestato in forme quali Gavin e Gavinus.
È un nome caratteristico della Sardegna, in particolare del sassarese, dove si è diffuso grazie al culto di san Gavino, martirizzato a Porto Torres e nel sud della Sardegna, nel Medio Campidano come San Gavino Monreale, mentre nel resto d'Italia è sostanzialmente sconosciuto.

## Onomastico
L'onomastico può essere festeggiato il 19 febbraio in memoria di san Gabino, parente di Papa Caio, di santa Susanna e di Diocleziano e martire a Roma, oppure il 25 ottobre, la data più importante, in memoria di san Gavino, martire con i santi Proto e Gianuario a Porto Torres sotto Diocleziano o Adriano, o il 30 maggio in onore di San Gabino di Torres, presbitero e martire sotto Adriano con i santi Crispolo e Crescenziano.

## Persone
- Gavino, militare e santo romano
- Gavino Angius, politico italiano

Gavino De Lunas

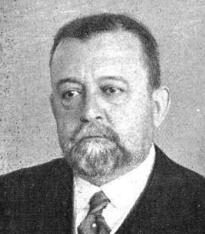
Gabino Bugallal Araújo

- Gavino Cocco, avvocato e magistrato italiano
- Gavino Contini, poeta italiano
- Gavino Cossu, scrittore italiano
- Gavino De Lunas, cantautore, chitarrista e antifascista italiano, martire delle fosse ardeatine
- Gavino Gabriel, compositore italiano
- Gavino Ledda, scrittore italiano
- Gavino Manca, politico italiano
- Gavino Matta, pugile italiano
- Gavino Pes, presbitero e poeta italiano
- Gavino Sanna, pubblicitario e imprenditore italiano
- Gavino Scano, politico e accademico italiano

### Variante Gabino
- Gabino Bugallal Araújo, politico spagnolo
- Gabino Coria Peñaloza, scrittore, poeta, paroliere e giornalista argentino
- Gabino Olaso Zabala, religioso e presbitero spagnolo
- Gabino Sosa, calciatore argentino